# Listă de inventatori și descoperitori germani
Această listă de inventatori și descoperitori germani conține persoane de limbă germană sau care se consideră că aparțin acestei etnii, chiar dacă nu au fost cetățeni ai Germaniei sau Austriei.

## A
| Persoana                             | Imagine                                            | Profesie                  | Țara        | Realizarea                                                                        | Anul                   |
| ------------------------------------ | -------------------------------------------------- | ------------------------- | ----------- | --------------------------------------------------------------------------------- | ---------------------- |
| Ernst Abbe 1840 - 1905               |                                                    | fizician antreprenor      | Imp. German | refractometrul                                                                    | către 1900             |
| Ernst Abbe 1840 - 1905               | fuzionare cu fundația lui Carl Zeiss               | fizician antreprenor      | Imp. German | 1866                                                                              |                        |
| Franz Carl Achard 1753 - 1821        |                                                    | chimist, fizician, biolog | Prusia      | procedeu de obținere a zahărului din sfeclă de zahăr                              |                        |
| Franz Carl Achard 1753 - 1821        | prima fabrică de zahăr                             | chimist, fizician, biolog | Prusia      | 1802                                                                              |                        |
| Robert Adler 1913 - 2007             |                                                    | inventator                | SUA         | telecomanda pentru televiziune                                                    | Anii 1960'             |
| Konrad Adenauer 1876 - 1967          |                                                    | om politic                | Germania    | mezelurile din soia                                                               | 1916                   |
| Konrad Adenauer 1876 - 1967          | pâinea integrală (împreună cu Jean și Josef Oebel) | om politic                | Germania    | 1917                                                                              |                        |
| Georgius Agricola 1494 - 1555        |                                                    | savant                    | Germania    | părintele mineralogiei                                                            |                        |
| Georgius Agricola 1494 - 1555        | descoperire bismut                                 | savant                    | Germania    | c. 1546                                                                           |                        |
| Julius Albert 1787 - 1846            |                                                    | director de mină          | Germania    | cablul de oțel                                                                    | 1834                   |
| Kurt Alder 1902 - 1958               |                                                    | chimist                   | Germania    | a descoperit reacția Diels-Alder                                                  | 1950                   |
| Kurt Alder 1902 - 1958               | Premiul Nobel pentru Chimie                        | chimist                   | Germania    |                                                                                   | 1950                   |
| Richard Altmann 1852 - 1900          |                                                    |                           |             | descoperirea mitocondriei                                                         | 1886                   |
| Alois Alzheimer 1864 - 1915          |                                                    |                           |             | prima descriere a bolii Alzheimer                                                 | 1906                   |
| Ottomar Anschütz 1846 - 1907         |                                                    |                           |             | camera foto cu obturator                                                          | 1883                   |
| Hermann Anschütz-Kaempfe 1872 - 1931 |                                                    |                           |             | girocompasul                                                                      | 1907                   |
| Manfred von Ardenne 1907 - 1997      |                                                    |                           |             | 600 de invenții în domenii ca: televiziune, microscopie, tehnologie medicală etc. |                        |
| Leo Arons 1860 - 1919                |                                                    |                           |             | (împreună cu Peter Cooper Hewitt) lampa cu vapori de mercur                       | 1901                   |
| Hans Asperger 1906 - 1980            |                                                    | medic pediatru            | Austria     | Sindromul Asperger                                                                | 1944                   |
| Leopold Auerbach 1828 - 1897         |                                                    |                           |             | Plexus myentericus Auerbachi                                                      | 1862                   |
| Max Abraham 1875 - 1922              |                                                    |                           |             | noi teorii asupra electronilor                                                    | Începutul secolului XX |

## B
| Persoana                        | Imagine                     | Profesie            | Țara     | Realizarea                                                                                          | Anul |
| ------------------------------- | --------------------------- | ------------------- | -------- | --------------------------------------------------------------------------------------------------- | ---- |
| Walter Baade 1893 - 1960        |                             | astronom            | Germania | (împreună cu Fritz Zwicky) identificarea supernovelor drept o altă categorie de obiecte astronomice | 1931 |
| Karl Ernst von Baer 1792 - 1876 |                             | zoolog, antropolog  | Estonia  | descoperirea ovulului mamiferelor                                                                   | 1826 |
| Ralph Baer n. 1922              |                             | inginer programator | SUA      | "Magnavox Odyssey", prima consolă de jocuri din lume                                                | 1972 |
| Adolf von Baeyer 1835 - 1917    |                             | chimist             | Germania | sinteza colorantului indigo                                                                         | 1870 |
| Adolf von Baeyer 1835 - 1917    | sinteza acidului barbituric | chimist             | Germania | 1864                                                                                                |      |
| Adolf von Baeyer 1835 - 1917    | Premiul Nobel pentru Chimie | chimist             | Germania | 1905                                                                                                |      |
| Karl Benz 1844 - 1929           |                             | inginer             | Germania | primul automobil cu motor cu ardere internă                                                         | 1886 |

## C
| Persoana                        | Imagine | Realizarea              | Anul       |
| ------------------------------- | ------- | ----------------------- | ---------- |
| Georg Cantor 1845 - 1918        |         | Teoria mulțimilor       | anii 1870' |
| Carl von Clausewitz 1780 - 1831 |         | teoria militară modernă | 1832       |
| Nicolaus Copernic 1473 - 1543   |         | teoria heliocentrică    | 1543       |

## D
| Persoana                          | Imagine                                                                    | Profesie          | Țara     | Realizarea                                   | Anul |
| --------------------------------- | -------------------------------------------------------------------------- | ----------------- | -------- | -------------------------------------------- | ---- |
| Gottlieb Daimler 1834 - 1900      |                                                                            | inventator        | Germania | Prima motocicletă cu motor cu ardere internă | 1885 |
| Gottlieb Daimler 1834 - 1900      | (împreună cu Wilhelm Maybach) fondarea firmei Daimler-Motoren-Gesellschaft | inventator        | Germania | 1890                                         |      |
| Rudolf Diesel 1858 - 1913         |                                                                            | inginer           | Germania | motorul Diesel                               | 1892 |
| Heinrich Wilhelm Dove 1803 - 1879 |                                                                            | medic, meteorolog | Prusia   | descoperirea tonurilor binaurale             | 1839 |

## E
| Persoana                    | Imagine                        | Profesie | Țara     | Realizarea                        | Anul |
| --------------------------- | ------------------------------ | -------- | -------- | --------------------------------- | ---- |
| Paul Ehrlich 1854 - 1915    | 50px                           | medic    | Germania | tratamentul împotriva sifilisului | 1910 |
| Albert Einstein 1879 - 1955 |                                | fizician | Germania | teoria relativității generale     | 1916 |
| Albert Einstein 1879 - 1955 | teoria relativității restrânse | fizician | Germania | 1905                              |      |
| Albert Einstein 1879 - 1955 | efectul fotoelectric           | fizician | Germania | 1905                              |      |
| Albert Einstein 1879 - 1955 | echivalență masă–energie       | fizician | Germania | 1905                              |      |

## F
| Persoana                              | Imagine               | Profesie | Țara              | Realizarea             | Anul                           |
| ------------------------------------- | --------------------- | -------- | ----------------- | ---------------------- | ------------------------------ |
| Daniel Gabriel Fahrenheit 1686 - 1736 |                       | fizician | Polonia-Lituania  | termometrul cu alcool  | 1709                           |
| Daniel Gabriel Fahrenheit 1686 - 1736 | termometrul cu mercur | fizician | Polonia-Lituania  | 1714                   |                                |
| Daniel Gabriel Fahrenheit 1686 - 1736 | scala Fahrenheit      | fizician | Polonia-Lituania  | 1724                   |                                |
| Sigmund Freud 1856 - 1939             |                       | neurolog | Imperiul Austriac | părintele psihanalizei | Sfârșitul secolului al XIX-lea |
| Joseph von Fraunhofer 1787 - 1826     |                       | optician | Germania          | liniile Fraunhofer     | 1814                           |
| Joseph von Fraunhofer 1787 - 1826     | spectrometrul         | optician | Germania          | 1814                   |                                |

## G
| Persoana                         | Imagine | Profesie     | Țara     | Realizarea | Anul    |
| -------------------------------- | ------- | ------------ | -------- | --- | ------- |
| Carl Friedrich Gauss 1777 - 1855 |         | matematician | Germania | Mai multe contribuții în matematică, fizică, din care: Distribuția Gauss Teorema Gauss–Bonnet Formula Gauss–Ostrogradski |         |
| Hans Geiger 1882 - 1945          |         | fizician     | Germania | contorul Geiger-Müller                                                                                                   | 1928    |
| Heinrich Geissler 1814 - 1879    |         | fizician     | Germania | tubul Geissler | 1857    |
| Johannes Gutenberg 1398 - 1468   |         | inventator   | Germania | tiparul cu caractere mobile                                                                                              | c. 1439 |

## H
| Persoana                   | Imagine                                         | Profesie | Țara     | Realizarea                                                                 | Anul |
| -------------------------- | ----------------------------------------------- | -------- | -------- | -------------------------------------------------------------------------- | ---- |
| Fritz Haber 1868 - 1934    |                                                 | chimist  | Germania | procedeul Haber de sintetizare a amoniacului (Premiul Nobel pentru Chimie) | 1918 |
| Fritz Haber 1868 - 1934    | părintele războiului chimic                     | chimist  | Germania |                                                                            |      |
| Otto Hahn 1879 - 1968      |                                                 | chimist  | Germania | descoperirea fisiunii nucleare                                             | 1938 |
| Otto Hahn 1879 - 1968      | părintele chimiei nucleare                      | chimist  | Germania |                                                                            |      |
| Otto Hahn 1879 - 1968      | Premiul Nobel pentru Chimie                     | chimist  | Germania | 1944                                                                       |      |
| Otto Hahn 1879 - 1968      | descoperire thoriu și alte elemente radioactive | chimist  | Germania | 1905 - 1921                                                                |      |
| Heinrich Hertz 1857 - 1894 |                                                 | fizician | Germania | descoperire unde radio                                                     | 1887 |
| Felix Hoffmann 1868 - 1946 |                                                 | chimist  | Germania | sintetizare aspirină                                                       | 1897 |

## S
| Persoana                           | Imagine                                   | Profesie                    | Țara           | Realizarea                                                                             | Anul              |
| ---------------------------------- | ----------------------------------------- | --------------------------- | -------------- | -------------------------------------------------------------------------------------- | ----------------- |
| Theodor Schwann 1810 - 1882        |                                           | fiziolog, histolog, citolog | Germania       | (împreună cu Matthias Jakob Schleiden și Rudolf Virchow) descoperirea teoriei celulare | 1839              |
| Theodor Schwann 1810 - 1882        | descoperire pepsină                       | fiziolog, histolog, citolog | Germania       | 1836                                                                                   |                   |
| Theodor Schwann 1810 - 1882        | descoperirea naturii organice a drojdiei  | fiziolog, histolog, citolog | Germania       |                                                                                        |                   |
| Theodor Schwann 1810 - 1882        | descoperire teaca Schwann, celula Schwann | fiziolog, histolog, citolog | Germania       |                                                                                        |                   |
| Berthold Schwarz secolul al XV-lea |                                           | alchimist                   | Germania       | praful de pușcă                                                                        | secolul al XV-lea |
| Augustus Siebe 1788 - 1872         |                                           | inginer                     | Marea Britanie | pompă de apă rotativă                                                                  | 1828              |
| Augustus Siebe 1788 - 1872         | dispozitiv de fabricat gheață             | inginer                     | Marea Britanie |                                                                                        |                   |
| Augustus Siebe 1788 - 1872         | costum de scufundare cu cască detașabilă  | inginer                     | Marea Britanie | 1839                                                                                   |                   |